# Rolfstorps socken
Rolfstorps socken i Halland ingick i Himle härad, ingår sedan 1971 i Varbergs kommun och motsvarar från 2016 Rolfstorps distrikt.
Socknens areal är 54,78 kvadratkilometer, varav 52,49 land. År 2000 fanns här 1 068 invånare. Tätorten  Rolfstorp med sockenkyrkan Rolfstorps kyrka ligger i socknen.  

## Administrativ historik
Rolfstorps socken har medeltida ursprung.
Vid kommunreformen 1862 övergick socknens ansvar för de kyrkliga frågorna till Rolfstorps församling och för de borgerliga frågorna till Rolfstorps landskommun. Landskommunen uppgick 1952 i Himledalens landskommun som 1971 uppgick i Varbergs kommun. Församlingen uppgick 2002 i Himledalens församling.
1 januari 2016 inrättades distriktet Rolfstorp, med samma omfattning som församlingen hade 1999/2000.  
Socknen har tillhört fögderier och domsagor enligt Himle härad. De indelta båtsmännen tillhörde Norra Hallands första båtsmanskompani.

## Geografi och natur
Rolfstorps socken ligger öster om Varberg med Himleån i sydväst. Socknen är slättbygd i sydväst i övrigt kuperad skogsbygd. De östra delen av socknen är rik på insjöar. De största är Svarten som delas med Nösslinge och Skällinge socknar i Varbergs kommun och Svartrå socken i Falkenbergs kommun, Valasjön som delas med Sibbarps och Grimetons socknar i Varbergs kommun samt Yasjön.
I socknen finns fyra naturreservat: Nabben som delas med Sibbarps socken och Gässlösa ingår i EU-nätverket Natura 2000 medan Hallagården som delas med Skällinge socken och Skärte är kommunala naturreservat.
En sätesgård var Hovgårds säteri.
I kyrkbyn Rolfstorp fanns förr ett gästgiveri.
Jordmånen i de olika delarna av socken beror på förhållandet till högsta kustlinjen, omkring 70 meter ovan havet i detta området. De högre delarna som vid istidens slut låg ovan vatten består av morän medan de delar som var hav består av sand- och leravlagringar. Berggrunden består av gnejs och granit.
Länsväg 153 går genom Rolfstorp på sin väg mellan Varberg och Ullared. Länsväg N785 förbinder Rolfstorp med Åkulla och Svartrå, länsväg N815 går till Skällinge och Nösslinge, medan länsväg N764 går till Grimeton och Spannarp och länsväg N812 går till Valinge. Tidigare gick en järnväg förbi samhället.

## Historia

### Forntid
Från bronsåldern finns högar och gravrösen. Från järnåldern finns gravfält samt offerfynd i Åkullamossen.
Västra Rolfstorp utgör en del av ett större område som sträcker sig från Spannarps socken till Skällinge socken och som utgjorde en centralbygd under brons- och järnåldern. Framförallt områdena kring Mute  och Skärte är rika på lämningar. Den östra delen av församlingen är däremot fattiga på lämningar, troligen fanns i den delen ingen mer omfattande bebyggelse i förhistorisk tid.

### Medeltiden
Med utgångspunkt från orternas namn, eller snarare efterled kan en sannolik historik skapas. Troligen är Aleslöv äldst, då efterledet –lev antyder en hög ålder, därefter kom troligen Mute (Mudene) och Skärte (Skärene) som alla troligen är äldre än Rolfstorp. Det tidigaste skriftliga belägget för socknens existens är från år 1475, men att kyrkan och socknen fanns från 1200-talet har kunnat säkerställas på andra sätt. Församlingens byar finns skriftlig belagda tidigare, Mute 1355, Gässlösa 1355 och Skärte 1398.
I den östra delen av församlingen dog Bockstensmannen en vådlig död under senare delen av medeltiden.

### 1800-talet till nutid
I november 1854 fick länsmannen Fredrik Kjellman veta att det skedde olaglig handel i Mute by. När han kom dit blev han och hans mannar angripna och misshandlade av en folkmassa bestående av cirka femtio personer. Efteråt placerades militär på orten under cirka ett par månader och tolv personer blev dömda till fängelse.
Efter mycket dividerande byggdes den första fattiggården 1906.
I Rolfstorp öppnade en telefonstation 1910 och i Åkulla 1929. En telegramexpedition inrättades 1937. Stationerna automatiserades 1962 respektive 1964.
WbÄJ, som är förkortningen för Varberg-Ätrans Järnväg, var en 49 km lång, normalspårig järnväg mellan Varberg och Ätran. Den var i bruk från 1911 till 1961. I Rolfstorp placerades stationen på slätten ett stycke från bebyggelsen och bildade där ett litet stationssamhälle. Statistiska Centralbyrån (SCB) registrerar Rolfstorps f.d. stationssamhälle som en egen småort.

## Namnet
Namnet (1475 Rowelstorp) kommer från kyrkbyn. Förleden kan innehålla mansnamnet Rolf. Efterleden är torp, 'nybygge'.

## Befolkningsutveckling
| Befolkningsutvecklingen i Rolfstorps socken 1760–1990                                                   | Befolkningsutvecklingen i Rolfstorps socken 1760–1990 | Befolkningsutvecklingen i Rolfstorps socken 1760–1990 | Befolkningsutvecklingen i Rolfstorps socken 1760–1990 | Befolkningsutvecklingen i Rolfstorps socken 1760–1990 |
| --- | ----------------------------------------------------- | ----------------------------------------------------- | ----------------------------------------------------- | ----------------------------------------------------- |
| |                                                       |                                                       |                                                       |                                                       |
| År |                                                       |                                                       | Folkmängd                                             |                                                       |
| 1760 | 1760                                                  |                                                       | 829                                                   |                                                       |
| 1769 | 1769                                                  |                                                       | 879                                                   |                                                       |
| 1780 | 1780                                                  |                                                       | 914                                                   |                                                       |
| 1800 | 1800                                                  |                                                       | 905                                                   |                                                       |
| 1810 | 1810                                                  |                                                       | 930                                                   |                                                       |
| 1820 | 1820                                                  |                                                       | 989                                                   |                                                       |
| 1830 | 1830                                                  |                                                       | 1 168                                                 |                                                       |
| 1840 | 1840                                                  |                                                       | 1 330                                                 |                                                       |
| 1850 | 1850                                                  |                                                       | 1 387                                                 |                                                       |
| 1860 | 1860                                                  |                                                       | 1 495                                                 |                                                       |
| 1870 | 1870                                                  |                                                       | 1 560                                                 |                                                       |
| 1880 | 1880                                                  |                                                       | 1 509                                                 |                                                       |
| 1890 | 1890                                                  |                                                       | 1 379                                                 |                                                       |
| 1900 | 1900                                                  |                                                       | 1 303                                                 |                                                       |
| 1910 | 1910                                                  |                                                       | 1 146                                                 |                                                       |
| 1920 | 1920                                                  |                                                       | 1 111                                                 |                                                       |
| 1930 | 1930                                                  |                                                       | 1 134                                                 |                                                       |
| 1940 | 1940                                                  |                                                       | 989                                                   |                                                       |
| 1950 | 1950                                                  |                                                       | 896                                                   |                                                       |
| 1960 | 1960                                                  |                                                       | 815                                                   |                                                       |
| 1970 | 1970                                                  |                                                       | 834                                                   |                                                       |
| 1980 | 1980                                                  |                                                       | 1 001                                                 |                                                       |
| 1990 | 1990                                                  |                                                       | 1 073                                                 |                                                       |
| Anm: Källor: Umeå universitet - Tabellverket 1749-1859, Demografiska databasen, CEDAR, Umeå universitet |                                                       |                                                       |                                                       |                                                       |

## Personer med koppling till Rolfstorp
- Emma Knyckare, programledare, Sveriges Radio P3.
- Thure G. Johansson, upphittare av Bockstensmannen, far till Ines Uusman
- Ines Uusmann, tidigare infrastrukturminister.
- Bockstensmannen